# 12078 Ikezi
12078 Ikezi è un asteroide della fascia principale. Scoperto nel 1998, presenta un'orbita caratterizzata da un semiasse maggiore pari a 2,1981768 au e da un'eccentricità di 0,1127252, inclinata di 3,68873° rispetto all'eclittica.